# Поклонский, Константин Юрьевич
 Константи́н Ю́рьевич Покло́нский (пол. Konstanty Wacław Wodzgir-Pokłoński; бел. Канстанцін Вацлаў Паклонскі; укр. Костянтин Вацлав Водзґір-Поклонський; ум. ок. 1662) — влиятельный деятель Могилёвского православного братства, литовский ротмистр, известный участник начального этапа русско-польской войны 1654—1667 годов, организатор Белорусского казачьего полка, известен как белорусский полковник.
С началом русско-польской войны, став сторонником русского правительства, способствовал бескровному переходу Могилёва и близлежащих городов под власть царя Алексея Михайловича. Участвовал в сражениях под Борисовым, при Ошмянах, в битве при Филипуве. Принимая участие в военных действиях, которые вели Русское государство, Речь Посполитая, Швеция, Пруссия, несколько раз переходил на сторону противника. Будучи подданным короля Яна Казимира, перешёл на сторону царя Алексея Михайловича, затем вернулся на польско-литовскую сторону, позже присягнул на верность королю Карлу X Густаву, потом перешёл на службу бранденбургскому курфюрсту Фридриху Вильгельму и, наконец, снова воевал на стороне короля Яна Казимира.

## Биография
Происходил из знатной православной семьи, принадлежащей к могилёвской шляхте. Его военная карьера связана с началом Русско-польской войны. До этого успел проявить себя как влиятельный деятель Могилёвского православного братства. Несмотря на яркий след, который оставил Поклонский в истории, подробности его жизни пока изучены мало. По мнению Г. С. Сагановича, двойное имя Поклонского свидетельствует о католичестве Поклонских. К. Кочегаров считает, что Иван Выговский и Поклонский «были связаны узами семейного родства путём брака каких-то родственников».

### Участие в делах Могилёвского православного братства
Могилёвское православное братство было создано во время пребывания в России Патриарха Константинопольского Иеремии. В июле 1589 года он выдал братству Благословенную грамоту. А в 1602 году Сигизмунд III утвердил своей грамотой братство при храме «Светого Въехания Господня» (Входа Господня в Иерусалим). В 1618 году, когда Иосафат (Кунцевич) стал архиепископом Полоцким, он отобрал у братства Спасский монастырь, который отошёл к униатской церкви. Но Могилёвское православное братство не оставляло надежды вернуть себе Могилёвский Спасский собор и монастырь при нём. Благодаря вспыхнувшему казацкому восстанию на Украине в 1648 году под руководством гетмана Богдана Хмельницкого появилась реальная возможность осуществить задуманное. Король Ян II Казимир в такой ситуации был вынужден хотя бы частично удовлетворить требования православных Речи Посполитой.
В январе 1650, после переговоров с делегацией киевского митрополита, король Ян II Казимир выдал универсал о возвращении православным ряда храмов и монастырей, включая и Спасский собор с принадлежащими владениями. Официальная церемония передачи состоялась 2 (12) мая. Право публично объявить о возврате храма было доверено Константину Поклонскому. По завершении богослужения, совершенного униатским духовенством, Константин Поклонский, выйдя на середину церкви, зачитал королевский привилей и другие документы, выданные Яном Казимиром. По этим документам православным следовало вернуть не только Спасский монастырь вместе с имениями, но и все церкви, находящиеся «как в Могилёве, так и в сёлах и деревнях Могилёвской экономии».
Впоследствии, когда казацкие войска проиграли в 1651 году битву под Берестечком, позиция короля Яна Казимира изменилась и православные церкви хотели отдать униатам. Однако униатский епископ, прибывший в Могилёв в 1653 году, не смог добиться желаемого. Разъярённые могилёвцы, возглавляемые с Константином Поклонским (а также дьяконом монастыря и бургомистром), «на владыку приходили з болшим шумом и хотели ево убить».
Позднее в том же 1653 году Поклонский руководил действиями могилёвских братчиков в их борьбе за право перевоза через Днепр. Прежними указами это право было закреплено за православным братством. Королевская власть решила построить новую переправу, что лишало Могилёвское братство немалых прибылей. 11 (21) июля несколько сотен вооружённых человек, руководимые Поклонским и дьяконом Спасского монастыря, напали на перевоз. Избив перевозчиков и изрубив паром на куски, толпа на обратном пути миновала двор правительственных комиссаров, насмехаясь и оскорбляя и комиссаров, и королевскую власть.

### Участие в Русско-польской войне
5 июня 1654 года, как только московская армия вошла в Литву, Поклонский (с некоторыми из своих единомышленников и слугами) перешёл на сторону Москвы. Тимофей Спасителев, который на тот момент был у казачества царским представителем, хотел отправить Поклонского к царю. Однако Иван Золотаренко решил сначала представить его гетману Хмельницкому. Встреча состоялась, но её детали неизвестны.
Выступая как представитель интересов православной аристократии восточных территорий Литвы и могилёвских граждан, Поклонский предложил Хмельницкому подчиниться царской власти. Хмельницкий выдал Поклонскому рекомендательное письмо, с которым тот отправился к царю. В письме к царю гетман, рекомендуя Поклонского как православного шляхтича, много пострадавшего от «супостатов наших», сообщает, что тот действует как представитель многочисленного православного шляхетства Могилёва и других городов Литвы. Хмельницкий просит царя принять Поклонского с почётом, чтобы показать уважение литовской православной шляхте.
В июле 1654 года Поклонский получил аудиенцию у царя Алексея Михайловича. Итогом этой встречи для Поклонского стали «богатые пожалования и должность полковника белорусского». Относительно этого звания исследователи не пришли к единому мнению. Как указывает Латышонок, такой «титул» Поклонский начал носить с 12 сентября 1654 года. Так подписано одно из писем, которое Поклонский послал царю в день капитуляции Могилёва. Однако среди известных царских документов пока не обнаружены документы, где бы Поклонскому давалось такое звание. По мнению Латышонка, звание «белорусский полковник» несомненно относится к «Белой Руси». Царь дал разрешение Поклонскому сформировать казачий полк и, помимо всего, поручил ему уговорить могилёвцев сдать город и перейти на сторону русского правительства. Организуя свой полк, Поклонский считал важным опираться на местные силы. Вначале это был отряд, собранный из пеших крестьян (около тысячи) и примерно сотни конных крестьян. С этим отрядом, вооружённым бердышами, рогатинами и пищалями, он подошёл к Могилёву для ведения переговоров с его жителями . Поклонский смог убедить ряд представителей могилёвской шляхты в необходимости перехода на сторону русского правительства. Этому в числе прочего способствовало обещание мещанам изгнать из Могилёва всех евреев, а их дома разделить между местным правлением и русскими властями. Благодаря такой поддержке сдача Могилёва была ускорена . В награду Поклонскому отдали двор шляхтича Серединского и городок Чаусы со всеми угодьями, строениями и с крестьянами, «что к тому местечку и деревням наперёд сего каких угодий належало». Позднее он получил дополнительные пожалования и большие полномочия в Могилёвском уезде.
Но Поклонский претендовал на более серьёзные права как территориальные, так и политические. По мнению ряда исследователей, Поклонский намеревался создать своеобразную автономию на той территории белорусских земель, которые царь отдал под его начало. Однако его чаяниям противостоял Хмельницкий, который также хотел взять под свою власть бо́льшую часть Малой Руси в составе Великого княжества Литовского. Последний ещё в 1649 году заявлял о своём праве быть начальником над Войском Запорожским и над Белой Русью.
К концу 1654 года полк Поклонского составляли 4000 хорошо вооружённых и обученных казаков. В январе 1655 года его полк несколько раз принимал участие в военных столкновениях с литовскими войсками. Чтобы заручиться поддержкой шляхты, из которой состояла верхушка его полка, Поклонский стремился наделить её земельными пожалованиями и другими льготами. Однако царское правительство не могло удовлетворить все его просьбы. В итоге те, кому из выхлопотанных пожалований не досталось ничего, затаили недовольство на Поклонского. Ситуацию усугубили напряжённые отношения шляхты с казацкими отрядами, которыми командовал Золотаренко. Последний не мог пережить возвышения могилёвского шляхтича. Он грабил Могилёвский уезд, угоняя скот, забирая хлеб, избивая людей Поклонского, и грозил шляхтичу смертью. Поклонский, жалуясь царю на Золотаренко, отказывался от полковничьего звания и просил перевести его из Могилёва в другое место, говоря в письме, что боится Золотаренко «пуще ляхов». В ответ царь послал своих стрельцов для защиты Могилёва от насилий со стороны Золотаренко, а Поклонского оставил в Могилёве.. Это положило начало распре между Поклонским и царскими воеводами. Так была подготовлена почва для перехода Поклонского на сторону противника московского царя — короля Яна Казимира.
Зимой 1655 года, когда литовские войска осадили Могилёв, их командующему Янушу Радзивиллу удалось установить связь с Поклонским. Он к тому времени принял решение уйти с царской службы и помочь литовским войскам взять Могилёв. Радзивилл надеялся, что Могилёв станет лёгкой добычей, поскольку Поклонский уверял гетмана, что откроет ему городские ворота и перейдёт со своим полком под его власть. К этому времени относится событие, связанное с уничтожением еврейского населения Могилёва. Получив сведения о том, что Радзивилл подходит со своим войском к Могилёву, Поклонский велел евреям оставить город, обещая дать провожатого до лагеря Радзивилла. Вышедшие из города евреи были перебиты, а те, кто остался, узнав о гибели своих собратьев, приняли крещение. Когда Радзивилл подошёл к Могилёву, Поклонский перешёл на его сторону. Но казаки Поклонского отказались идти с ним и остались защищать город от Радзивилла. Литовскую армию постигла неудача, почти полностью уничтоженная, она была вынуждена снять осаду и отступить. А Поклонский с малочисленным отрядом добровольцев остался в Восточной Беларуси, где был разбит под Борисовым в июне 1655 года русским войском под командованием Ю. Н. Барятинского. В битве при Койданово он вновь потерпел поражение, а затем в том же 1655 году его часть была разбита казаками Золотаренко в сражении при Ошмянах.
Успехи русских войск и вторжение шведов в Речь Посполиту подвигли Радзивилла подписать Кейданскую унию. Вместе с ним Унию подписал Поклонский, признавая на этот раз уже верховную власть шведского короля.

### Участие вСеверной войне, плен и смерть

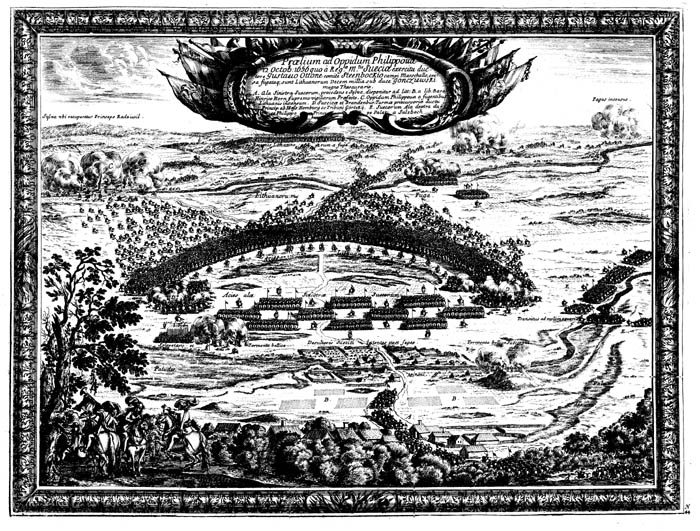
Битва при Филипуве, худ. Э. Дальберг

В октябре 1655 года Поклонский вместе с большой группой литовской армии ушёл от Радзивилла и отправился в Пруссию, где служил в армии курфюрста Фридриха Вильгельма. Затем он оставляет службу у курфюрста. Автор биографии Поклонского в Польском биографическом словаре А. Рахуба пишет, что, вероятно, со стороны Поклонского это было предательством интересов Фридриха Вильгельма.
Осенью 1656 года, находясь в литовской армии, принимал участие в наступлении на герцогство Прусское под командованием Винцента Гонсевского. В битве при Филипуве (22 октября 1656 года) литовская армия потерпела неудачу, и Поклонский, попав в плен, отбывал заключение в Мальборке. Точная дата его освобождения неизвестна. Освободившись из плена, Поклонский на военную службу не вернулся. В биографии Поклонского написано, что он умер до 1663 года, и указана вероятная дата смерти — около 1662 года.

### Оценка деятельности Поклонского
Исследователи не пришли к единому мнению в оценке политики Поклонского. По-разному характеризуя Поклонского как личность, его действия в 1654—1655 годах тем не менее нередко объясняли желанием получить своего рода автономию для той белорусской территории, которую царь отдал под его начало. В своей работе по истории Могилёвского Богоявленского братства, изданной в 1890 году, Ф. А. Жудро называет Поклонского «выразителем народных желаний в Белоруссии».
Сегодня О. Л. Латышонок и некоторые другие историки развивают идею о том, что Поклонский представлял собой носителя белорусского протонационального сознания. Латышонок предлагает считать Поклонского первым белорусским политиком, исходя из того, что тот «первым попытался заниматься политикой исключительно от имени Белой Руси, а не Литвы и России». По мнению Латышонка, деятельность белорусского полковника «свидетельствует о стремлении создать на территории Белой Руси автономное государственное образование, подобное Запорожской армии».
При советской власти мнения исследователей в отношении Поклонского не были единодушными. Так, В. И. Мелешко считал действия Поклонского достойными в деле «воссоединения» Белоруссии с Россией. Историк А. Н. Мальцев полагал, что Поклонский был выразителем интересов той части белорусской шляхты, которая надеялась уничтожить усиливающееся крестьянское движение с помощью армии Русского государства. Л. С. Абецедарский объяснял измену Поклонского выражением узкоклассового эгоизма, а Д. Л. Похилевич, хотя и отмечал в действиях Поклонского классовый характер, находил в его политике желание «создать из Белоруссии подобную Украине автономную единицу в составе Русского государства».
О. Л. Латышонок предлагает рассматривать его деятельность «с точки зрения верности национальной идее, а не королевской или государственной», потому что тогда «деятельность Поклонского принимает иное измерение, чем обычная частная жизнь». Однако, перечисляя причины политических неудач Поклонского, Латышонок считает, что главную роль в его поражении сыграло «величайшее из всех его предательств: белорусский полковник предал свою армию».